# فاشية رجال الدين
فاشية رجال الدين هي أيديولوجية تجمع بين المذاهب السياسية والاقتصادية للفاشية ورجال الدين. تم استخدام المصطلح لوصف المنظمات والحركات التي تجمع بين العناصر الدينية والفاشية، وتتلقى الدعم من المنظمات الدينية التي تتبنى التعاطف مع الفاشية، أو الأنظمة الفاشية التي يلعب فيها رجال الدين دورًا رائدًا.

## تاريخ
ظهر مصطلح الفاشية الدينية في أوائل العشرينات من القرن الماضي في مملكة إيطاليا، مشيرًا إلى فصيل الروم الكاثوليك حزب بارتيتو بوبولاري إيطاليانو الذي دعم بينيتو موسوليني ونظامه. من المفترض أنه صاغه دون لويجي ستورزو، وهو كاهن وزعيم ديمقراطي مسيحي عارض موسوليني وذهب إلى المنفى في عام 1924، على الرغم من استخدام المصطلح أيضًا قبل مسيرة موسوليني في روما عام 1922 للإشارة إلى الكاثوليك في شمال إيطاليا الذين دعا إلى توليفة من الكاثوليكية الرومانية والفاشية.
ميز ستورزو بين «الفاشيين الفيلوفيين»، الذين تركوا الحزب الكاثوليكي في عام 1921 و1922، و«الفاشيين رجال الدين» الذين ظلوا في الحزب بعد مسيرة روما، داعين إلى التعاون مع الحكومة الفاشية. في النهاية، تقاربت المجموعة الأخيرة مع موسوليني، وتخلت عن الحزب في عام 1923. تم حل الحزب من قبل النظام الفاشي في عام 1926.
وقد استخدم المصطلح منذ ذلك الحين من قبل العلماء الذين يسعون إلى مقارنة الفاشية الدينية الاستبدادية المحافظة مع المتغيرات الأكثر راديكالية. يركز الفاشيون المسيحيون على السياسة الدينية الداخلية، مثل تمرير القوانين واللوائح التي تعكس وجهة نظرهم عن المسيحية. ظهرت أشكال متطرفة من الفاشية المسيحية أو فاشية رجال الدين في أقصى اليمين من الطيف السياسي في بعض البلدان الأوروبية خلال فترة ما بين الحربين العالميتين في النصف الأول من القرن العشرين.

### الفاشية الإيطالية

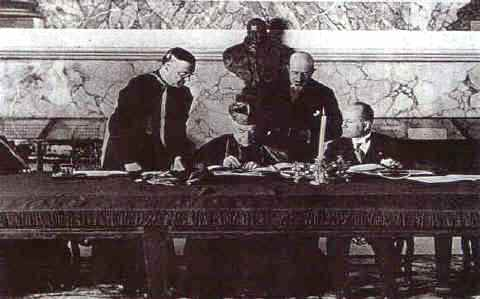
موسوليني (أقصى اليمين) يوقّع معاهدة لاتران التي تنص بموجبها على فصل مدينة الفاتيكان عن إيطاليا الفاشية (روما، 11 فبراير 1929)

في عام 1870 استولى جنود الجيش الإيطالي على الولايات البابوية المتبقية وضموا كامل أراضيها إلى مملكة إيطاليا الموحدة حديثًا، وحرموا البابا من سلطته الزمنية. ومع ذلك، تم استعادة الحكم البابوي في إيطاليا لاحقًا من قبل اليمين المتطرف بقيادة النظام الفاشي (وإن كان على نطاق متقلص إلى حد كبير) في عام 1929 كرئيس استقلالي لدولة مدينة الفاتيكان. وتحت ظل ديكتاتورية موسوليني، أصبحت الكاثوليكية الرومانية دين الدولة في إيطاليا الفاشية.
في مارس 1929، تم إجراء استفتاء عام للمصادقة العلنية على معاهدة لاتران. تم تخويف المعارضين من قبل النظام الفاشي: زعمت منظمة العمل الكاثوليكي (Azione Cattolica) وموسوليني أن أصوات «لا» كانت من «القليل من المعارضين لرجال الدين الذين لا يتمتعون بالحكمة والذين يرفضون قبول اتفاقية لاتران». صوت ما يقرب من تسعة ملايين إيطالي، أو 90 في المائة من الناخبين المسجلين بنعم، وصوت 136000 فقط بلا.
بعد توقيع المعاهدة تقريبًا، توترت العلاقات بين موسوليني والكنيسة مرة أخرى. أشار موسوليني إلى المسيحية الكاثوليكية - التي نقلها القديس بطرس من موطنها الأم فلسطين إلى هضبة الفاتيكان خلال القرن الأول الميلادي - على أنها كانت في الأصل طائفة ثانوية انتشرت خارج موطنها الأصلي بفلسطين التاريخية فقط لأنها دخلت في تنظيم الإمبراطورية الرومانية. بعد الاتفاق، "صادر عددًا من الصحف الكاثوليكية في الأشهر الثلاثة التالية أكثر مما صادر في السنوات السبع السابقة". وبحسب ما ورد اقترب موسوليني من أن يُطرد من الكنيسة الكاثوليكية في هذا الوقت تقريبًا.
في عام 1938، أصدر النظام الفاشي القوانين العنصرية الإيطالية وبيان العرق، وتم فرضها على كل من اليهود الإيطاليين الخارجين عن القانون والمسيحيين البروتستانت، وخاصة الإنجيليين والخمسينيين. مات الآلاف من اليهود الإيطاليين وعدد قليل من البروتستانت في معسكرات الاعتقال النازية. في كانون الثاني (يناير) 1939، ذكرت صحيفة «اليهودية الوطنية الشهرية» أن «النقطة المضيئة الوحيدة في قلب إيطاليا كانت مدينة الفاتيكان، حيث كان يصدر بانتظام بيانات إنسانية رائعة من قبل البابا». عندما بدأت مراسيم موسوليني المعادية للسامية في حرمان اليهود من العمل في إيطاليا، اعترف بيوس الحادي عشر، بمبادرة منه، بالبروفيسور فيتو فولتيرا، عالم الرياضيات الإيطالي الشهير، في الأكاديمية البابوية للعلوم.
على الرغم من تحالف موسوليني الوثيق مع ألمانيا الهتلرية، إلا أن إيطاليا لم تتبنى بشكل كامل أيديولوجية الإبادة الجماعية للنازية تجاه اليهود. أصيب النازيون بالإحباط بسبب رفض السلطات الإيطالية التعاون في عمليات اعتقال اليهود، ولم يتم ترحيل أي يهودي قبل تشكيل الجمهورية الاجتماعية الإيطالية بعد هدنة كاسيبيل. في دولة كرواتيا المستقلة التي تحتلها إيطاليا، نصح المبعوث الألماني سيغفريد كاشي برلين بأن القوات الإيطالية «تأثرت على ما يبدو» بمعارضة الفاتيكان لمعاداة السامية الألمانية. مع نمو المشاعر المناهضة للمحور في إيطاليا، أثار استخدام راديو الفاتيكان لبث الرفض البابوي للقتل العرقي ومعاداة السامية غضب النازيين. أطيح بموسوليني في يوليو 1943، تحرك الألمان لاحتلال إيطاليا، وبدأوا حملة اعتقال لليهود.
كان حوالي 4% من قوات المقاومة من المنظمات الكاثوليكية رسميًا، لكن الكاثوليك سيطروا على «المجموعات المستقلة» الأخرى مثل أنصار فيام فيردي وأوسوبو، كما كان هناك أيضًا مسلحون كاثوليك في كتائب غاريبالدي، مثل بنينو زاكاجنيني، الذي شغل لاحقًا منصبًا بارزًا. سياسي ديمقراطي مسيحي. في شمال إيطاليا، أدت التوترات بين الكاثوليك والشيوعيين في الحركة إلى قيام الكاثوليك بتشكيل فيام فيردي كفرقة منفصلة من الديمقراطيين المسيحيين. بعد الحرب، عادت الانقسامات الأيديولوجية بين الحزبيين السابقين إلى الظهور، وأصبحت سمة مميزة للسياسة الإيطالية في فترة ما بعد الحرب.

## أمثلة على الفاشية الكتابية

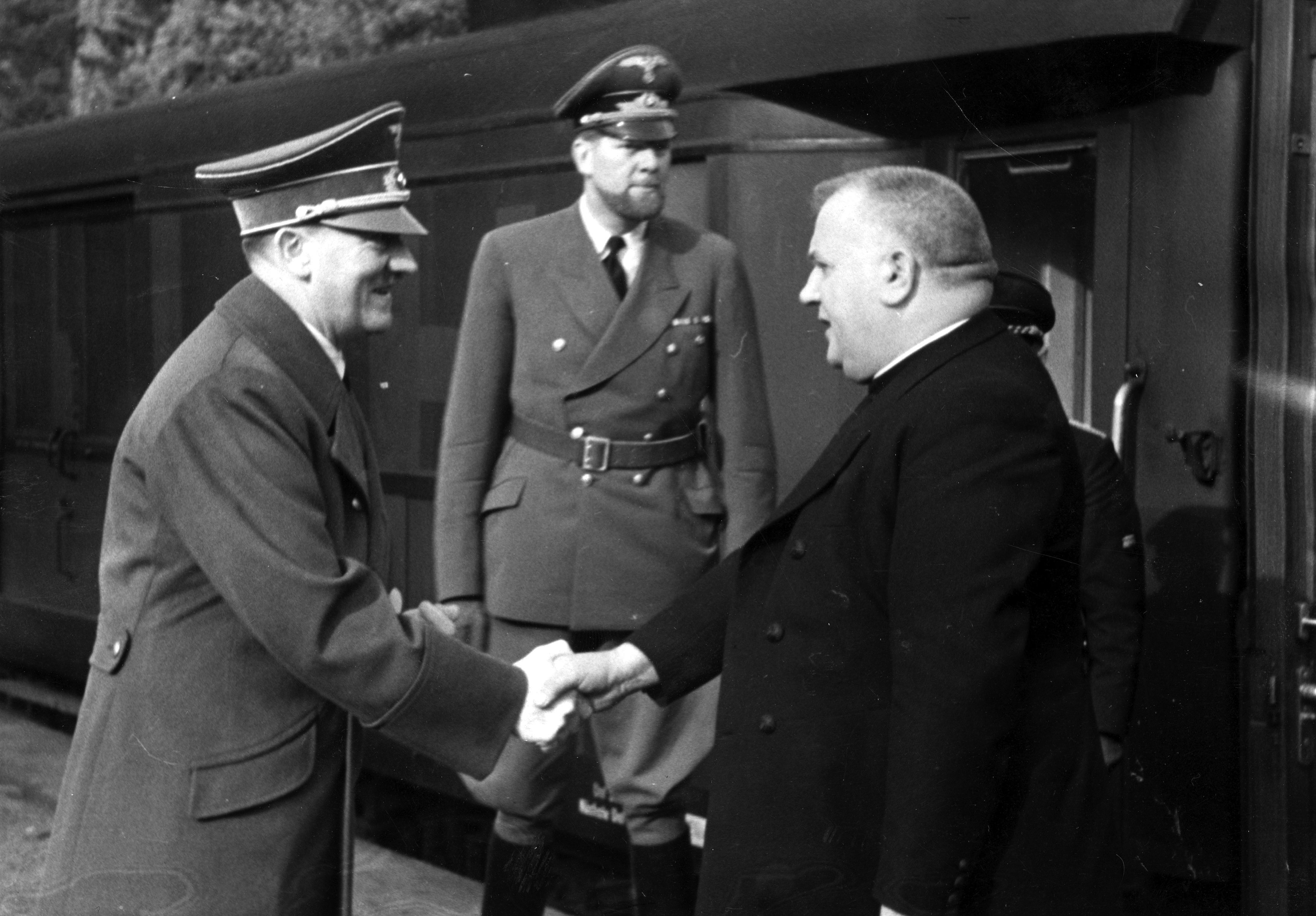
القس الكاثوليكي الروماني جوزيف تيسو (يمين)، الذي كان رئيسًا للجمهورية السلوفاكية، وهي دولة تابعة لألمانيا النازية

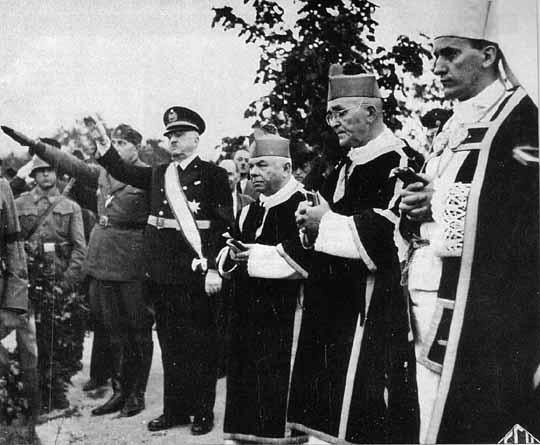
الأساقفة الكاثوليك المطران أدى ألويسيوس ستيبيناش في جنازة ماركو دوشين، أحد كبار أوستاشا القادة، في سبتمبر 1944

تتضمن أمثلة الحركات السياسية التي تنطوي على عناصر معينة من الفاشية الدينية ما يلي:
- الكتائب الإسبانية التقليدية والجمعيات الدفاعية النقابية الوطنية في إسبانيا بقيادة الكاثوليكي الإسباني فرانسيسكو فرانكو، والتي تطورت إلى الكاثوليكية الوطنية.
- الاتحاد الوطني في البرتغال بقيادة رئيسي الوزراء أنطونيو دي أوليفيرا سالازار ومارسيلو كايتانو.
- رابطة الدفاع الوطني المسيحي/الحرس الحديدي لرومانيا ودولة رومانيا الوطنية، التي قادها الروماني الأرثوذكسي المتدين كورنيليو زيليا كودريانو.
- حزب الشعب السلوفاكي في سلوفاكيا بقيادة الرئيس جوزيف تيسو، قس كاثوليكي.
- وأوستاشا الحركة بقيادة بوغلافنيك ورئيس الوزراء أنتي بافليتش في دولة كرواتيا المستقلة[22] ولها دعم من الكنيسة الكاثوليكية الكرواتية.
- الحركة الصربية، حركة قومية متطرفة ورجال دين فاشية،[23] نشطة في صربيا منذ عام 2010.[24]
- حزب ركسست في بلجيكا بقيادة ليون ديغريل الذي كان كاثوليكيًا بلجيكيًا.
- حزب الصليب السهم الهنغاري، بقيادة فيرينتس سالاشي.
- جبهة الوطن في النمسا بقيادة المستشارين النمساويين الكاثوليك إنجلبرت دولفوس وكورت شوشنيج.
- نظام ليون روبنيك في سلوفينيا الذي كان في الغالب رومانيًا كاثوليكيًا.
- العمل البرازيلي التكاملي في البرازيل بقيادة البرازيلية الكاثوليكية بلينيو سالغادو.
- حركة لابوا والحركة الشعبية الوطنية في فنلندا بقيادة اللوثريين. قاد القس إلياس سيموجوكي منظمة الشباب في الحركة الشعبية الوطنية.
- الاتحاد البريطاني للفاشيين في المملكة المتحدة بقيادة أوزوالد موسلي الذي دعا إلى التسامح الديني بين البروتستانت البريطانيين والكاثوليك البريطانيين واعتنق الأول باعتباره دينه الرسمي.
- الفيلق الفضي لأمريكا في الولايات المتحدة بقيادة ويليام دادلي بيلي الذي جمع بين المسيحية الأمريكية (على وجه التحديد البروتستانتية) والقومية البيضاء الأمريكية.
- المعسكر الوطني الراديكالي في بولندا بقيادة بوليسلاف بياسيكي، وهنريك روسمان، وتاديوس غلوزينسكي وجان موسدورف، والذي أدرج بشكل كبير الكاثوليكية البولندية في أيديولوجيته وخاصة فصيل الفالانجي.
- المسيحيون الألمان من الحزب النازي في ألمانيا النازية بقيادة لودفيج مولر الذي حاول توحيد الألمان البروتستانت خلال كرشنكامبف لكنه فشل.
- نظام متاكساس ونظام الرابع من أغسطس في اليونان الذي قاده يوانيس ميتاكساس ودعم بشدة الكنيسة الأرثوذكسية اليونانية.
- كان الاتحاد السيناركي الوطني في المكسيك بقيادة الكاثوليكي المكسيكي خوسيه أنطونيو أوركويزا قبل اغتياله في عام 1938، بمثابة إحياء لرد الفعل الكاثوليكي الذي قاد حرب كريستيرو.

لا يعتبر الاتحاد الوطني في البرتغال بقيادة رئيس الوزراء أنطونيو دي أوليفيرا سالازار ومارسيلو كايتانو فاشياً من قبل المؤرخين مثل ستانلي جي باين وتوماس جيرارد غالاغر وخوان خوسيه لينز وأنطونيو كوستا بينتو وروجر جريفين وروبرت باكستون وهوارد وياردا. على الرغم من أنها تعتبر فاشية من قبل المؤرخين مثل مانويل دي لوسينا وخورخي بايس دي سوزا ومانويل لوف وهيرمينيو مارتينز. أحد أعمال سالازار هو حظر النقابيين/الفاشيين الوطنيين. نأى سالازار بنفسه عن الفاشية والنازية التي انتقدها ووصفها بأنها «قيصرية وثنية» لا تعترف بالحدود القانونية أو الأخلاقية.
وبالمثل، فإن جبهة الوطن في النمسا بقيادة المستشارين الكاثوليك النمساويين إنجلبرت دولفوس وكورت شوشنيج لا يُنظر إليها غالبًا على أنها حزب فاشي بالكامل. وقد أطلق عليها شبه فاشية وحتى فاشية مقلدة. قُتل دولفوس على يد النازيين، وأطلقوا النار في مكتبه على يد قوات الأمن الخاصة وتُركوا لينزفوا حتى الموت. تلقى نظامه في البداية دعمًا من إيطاليا الفاشية، التي شكلت جبهة ستريسا مع المملكة المتحدة وفرنسا. 
ومع ذلك، فإن العلماء الذين يقبلون استخدام مصطلح فاشية رجال الدين يناقشون أي من الأمثلة المذكورة يجب أن يطلق عليها اسم «فاشية رجال الدين»، مع كون أوستاشا هو الأكثر شمولاً على نطاق واسع. في الأمثلة المذكورة أعلاه، تختلف درجة الدعم الكاثوليكي الرسمي وتأثير رجال الدين على عملية سن القوانين والحكومة. علاوة على ذلك، يرفض العديد من المؤلفين مفهوم النظام الفاشي من رجال الدين، بحجة أن النظام الفاشي بأكمله لا يصبح «كتابيًا» إذا دعمته عناصر من رجال الدين، في حين أن آخرين ليسوا مستعدين لاستخدام مصطلح «فاشية رجال الدين» خارج سياق ما يسمونه الحقبة الفاشية، بين نهايتي الحربين العالميتين (1918-1945).
يعتبر بعض العلماء أن بعض الحركات المعاصرة هي أشكال من الفاشية الدينية، مثل الهوية المسيحية وإعادة البناء المسيحي في الولايات المتحدة. «الشكل الأكثر ضراوة» للأصولية الإسلامية، والإسلاموية. والقومية الهندوسية المتشددة في الهند.
يحذر المنظر السياسي روجر جريفين من «التضخم المفرط لفاشية رجال الدين». وفقًا لغريفين، يجب أن يقتصر استخدام مصطلح «فاشية رجال الدين» على «الأشكال الغريبة للسياسة التي تنشأ عندما ينجذب رجال الدين وعلماء الدين المحترفون إما إلى التواطؤ مع الأيديولوجية العلمانية للفاشية (حدث شائع بشكل خاص) في أوروبا ما بين الحربين العالميتين؛ أو في حالات نادرة، تمكنوا من مزج مزيج غير شرعي لاهوتيًا من المعتقدات الدينية الراسخة مع التزام فاشي بإنقاذ الأمة أو العرق من الانحطاط أو الانهيار». ويضيف جريفين أن «فاشية رجال الدين» «لا ينبغي أبدًا استخدامها لوصف حركة سياسية أو نظام في مجمله، لأنه يمكن أن يكون على الأكثر فصيلًا داخل الفاشية»، بينما يعرّف الفاشية بأنها «ثورية، علمانية متغيرة القومية المتطرفة المصممة على النهضة الكاملة للمجتمع من خلال القوة البشرية».
في حالة الدولة السلوفاكية، رفض بعض العلماء استخدام مصطلح الفاشية الدينية كعلامة للنظام ورفضوا بشكل خاص استخدامه كعلامة لجوزيف تيسو. جادل المؤرخ السلوفاكي لوبومير ليبتاك بأن «الفاشية الإكليركية» تشبه اليهودية البلشفية لأن كلتا الحركتين سعت بشكل متبادل إلى «المساومة على [مكون] مع الآخر».